# I'm Making Progress
『I'm Making Progress』は、コブクロが2000年7月7日に発売したVHSによるミュージック・ビデオ作品である。

## 概要
『I'm Making Progress』は、コブクロでは初の映像作品である。現在は発売されていない。

## 収録曲
1. ストリートのテーマ
2. Bye Bye Oh! Dear My Lover
3. LOVE
4. 遠回り
5. 遠くで
6. 桜
7. 心に笑みを
8. 神風
9. 轍